# Ransbeck
Ransbeck of Ransbèche (Nederlands: Ransbeek) is een gehucht van Ohain, deelgemeente van de gemeente Lasne in de Belgische  provincie Waals-Brabant. De plaats is tegen Waterloo aangegroeid.
Ransbeck bestaat uit Haut-Ransbeck (Haut-Ransbèche) in het westen en Bas-Ransbeck (Bas-Ransbèche) in het oosten, die zo'n kilometer uiteen liggen, maar tegenwoordig door lintbebouwing met elkaar verbonden zijn. Het gehucht ligt zo'n kilometer ten noordwesten van het centrum van Ohain tegen de grens met Waterloo. Het residentiële Haut-Ransbeck is vergroeid met de oostelijke wijken van Waterloo.

## Geschiedenis
De Ferrariskaart uit de jaren 1770 toont omvangrijke gehucht Ransbeeck (nu Haut-Ransbeck) en het kleinere gehucht Bas-Ransbeeck, met ten noorden van deze gehuchten de weg tussen Nijvel en Leuven (Grand Chemin de Nivelle à Louvain). De Vandermaelenkaart uit het midden van de 19de eeuw toont de gehuchten Hte. Ransbeek en Basse Ransbeek.
Ten noorden van Basse-Ransbeck werd tussen 1854 en 1862 een kerk opgetrokken, de Église Notre-Dame d'Argenteuil of Église en fer, nabij de gemeentegrens met Waterloo, en bij het domein van het Kasteel van Argenteuil. Deze kerk werd in 1941 gesloopt en in 1942 vervangen door een nieuwe bakstenen kerk.
In het begin van de 20ste eeuw werd in Haut-Ransbeck een parochiekerk gebouwd, de Église Saint-Joseph.

## Bezienswaardigheden
- De Sint-Jozefkerk (Église Saint-Joseph) is een neoromaans bouwwerk van 1918.
- De Allerheiligenkerk (Église de Tous les Saints), een neoromaans bouwwerk uit 1942, opgenomen op de lijst van onroerend erfgoed.[3] De kerk staat op de plaats van de vroegere 19de-eeuwse Église Notre-Dame d'Argenteuil of Église de fer (IJzeren kerk)

## Nabijgelegen kernen
Ohain, Waterloo
Deelgemeenten: Couture-Saint-Germain · Lasne-Chapelle-Saint-Lambert · Maransart · Ohain · Plancenoit

Overige kernen: Chapelle-Saint-Lambert · Lasne · Ransbeck

Belgische gemeenten · Arrondissement Nijvel · Waals-Brabant · Wallonië